# バスケットボールイギリス代表
バスケットボールイギリス代表(Great Britain national basketball team)は、イギリスバスケットボール連盟（British Basketball Federation：BBF）によって国際大会に派遣されるイギリスのバスケットボールのナショナルチームである。
かつては世界選手権及び欧州選手権にはサッカー・ラグビー同様イングランド・スコットランド・ウェールズに分かれて出場していたが、近代オリンピックは単一国家による出場が大原則であるため、オリンピックに向けてはBBFによるイギリス代表が組織され、2012年以降恒久化された。なお、北アイルランドは統一イギリス代表ではなくアイルランド代表に加わっている。

## 歴史
2004年以前にイギリス代表が組織されたのは自国開催の1948年ロンドン五輪のみで、このときは5戦全敗で1次リーグ敗退であった。
その後、イングランド代表は欧州選手権から1981年を最後に遠ざかるなど各ナショナルチームは低迷しており、統一イギリス代表が組織される機会はなかったが、2012年にロンドン五輪が開催されるに当たり2005年に統一イギリス代表が組織される事が決まり、2006年にBBFが結成されるとともにユーロバスケットBにおいて58年ぶりに国際大会に出場した。
2009年ユーロバスケットは、予選を突破して統一イギリスとして初出場を果たした。
2011年、ロンドン五輪に先立ち、イギリス代表を常設化するとともに英国内3協会を2016年リオデジャネイロ五輪後を目途にBBFに統合することを決定した。
2017年のユーロバスケットは5戦全敗でグループリーグで敗退した。
2022年ユーロバスケットも5戦全敗でグループリーグ敗退という結果に終わった。

## 主な国際大会成績
- 夏季オリンピック

| 年     | 順位 | 勝 | 敗 |
| ------ | ---- | -- | -- |
| 1948年 | 20位 | 1  | 7  |
| 2012年 | 9位  | 1  | 4  |
| 合計   | –    | 2  | 11 |

- ユーロバスケット
  - 2009年 - 13位
  - 2011年 - 13位
  - 2013年 - 13位
  - 2017年 - 22位
  - 2022年 - 24位

## 現在の代表選手
ユーロバスケット2022のロスター
- ガブリエル・オラセニ
- オヴィ・ソコ（英語版）
- ベンジャミン・モックフォード
- ルーク・ネルソン
- ダニエル・クラーク
- カヴェル・ビグビー・ウィリアムズ
- マイルズ・ヘソン（英語版）
- ドウェイン・ローティエ・オグンレエ
- カール・ウィートル
- パトリック・ウィーラン
- ジャメル・アンダーソン
- デヴォン・ヴァン・オーストラム

## 歴代代表選手
- ルオル・デン
- ジョエル・フリーランド
- ベン・ゴードン
- ポップス・メンサー＝ボンス
- オヴィ・ソコ(英語版)
- マイルズ・ヘソン(英語版)
- ルーク・ネルソン
- ガブリエル・オラセニ
- タリク・フィリップ
- ダニエル・クラーク
- デヴォン・ヴァン・オーストラム
- サシャ・キレヤ・ジョーンズ
- カヴェル・ビグビー・ウィリアムズ
- モラヨ・ソルアデ
- ドウェイン・ローティエ・オグンレエ
- カール・ウィートル
- カイル・ジョンソン
- アシュレイ・ハミルトン
- エリック・ボアテング
- アーロン・メンジース
- クイン・エリス
- ジョーダン・ウィリアムス
- アクワシ・イエボア

## 歴代ヘッドコーチ
- クリス・フィンチ （2006-2013）
- ジョー・プランティ （2013-2017）
- ネイト・ラインキング （2019-2023）